# Daydream (minialbum)
Daydream – drugi minialbum południowokoreańskiej grupy Day6, wydany 30 marca 2016 roku przez JYP Entertainment. Był promowany przez singel „Noha Noha Noha” (kor. 놓아 놓아 놓아, ang. Letting Go). Album sprzedał się w liczbie 16 401 egzemplarzy (stan na maj 2017 roku).

## Lista utworów
| CD | CD                                                      | CD                       | CD                                         | CD                        | CD      |
| Nr | Tytuł utworu                                            | Tekst                    | Kompozycja                                 | Aranżacja                 | Długość |
| -- | ------------------------------------------------------- | ------------------------ | ------------------------------------------ | ------------------------- | ------- |
| 1. | „First Time”                                            | Day6                     | Hong Ji-sang, Lee Woo-min, Day6            | Hong Ji-sang, Lee Woo-min | 3:19    |
| 2. | „Blood”                                                 | Jae, Young K             | 220, Jae, Young K                          | 220                       | 3:28    |
| 3. | „Noha Noha Noha” (kor. 놓아 놓아 놓아, ang. Letting Go) | Young K, Wonpil          | Hong Ji-sang, Lee Woo-min, Young K, Wonpil | Hong Ji-sang, Lee Woo-min | 3:50    |
| 4. | „Sing Me”                                               | Young K, Wonpil          | Nuplay, Neil Nallas, Walter Pok, Day6      | Nuplay                    | 3:33    |
| 5. | „Barae” (kor. 바래, ang. Wish)                          | Sungjin, Young K, Wonpil | Sungjin, Young K, Wonpil                   | Frants                    | 4:04    |
| 6. | „Hunt”                                                  | Frants, Young K          | Frants, Young K                            | Frants                    | 3:26    |

## Notowania
| Lista                   | Najwyższa pozycja |
| ----------------------- | ----------------- |
| Gaon Weekly Album Chart | 4                 |
| Five Music (Tajwan)     | 8                 |
| Billboard World Albums  | 6                 |